# أنطوان غيروارد
أنطوان غيروارد هو سياسي كندي، ولد في 25 أبريل 1836 في Sainte-Marie-de-Kent, New Brunswick ‏ في كندا، وتوفي في 7 يونيو 1904 في نيو برونزويك في كندا. انتخب عضو الجمعية التشريعية لنيو برونزويك ‏.